# Acrocephalus mendanae
Felosa-das-marquesas ou felosa-das-marquesas-do-sul (Acrocephalus mendanae) é uma espécie de ave da família Acrocephalidae. Apenas pode ser encontrada na Polinésia Francesa.